# MacGuffin's Curse
MacGuffin's Curse est un jeu vidéo d'aventure et de réflexion développé et édité par Brawsome, sorti en 2012 sur Windows, Mac et iOS.

## Accueil
- Adventure Gamers : 3,5/5[1]
- IGN : 6,5/10[2]